# Sikhská říše
Sikhská říše byl stát, který existoval v Paňdžábu a přilehlých oblastech v letech 1799 až 1849. Založil ho Randžít Singh, který sjednotil sikhské státečky zvané misl a vytvořil centralizovaný stát založený na sikhském náboženství jako klíčové ideologii. Stát byl důmyslně vojensky organizován, panovník využíval zahraniční odborníky. To vedlo k expanzi, při níž Sikhové zabrali Kašmír a části Sindhu a Paštunska. Po smrti Randžíta Singha v roce 1839 byl stát oslaben vnitřními boji o moc, čehož využili Britové a v sérii válek Sikhskou říši ovládli. Rozhodující bitva, po které říše zanikla, se odehrála 21. února 1849 u Gudžrátu.
Stát byl rozdělen na čtyři provincie: Láhaur, Multán, Pešávar a Kašmír. Hlavním městem byl Láhaur. Odhaduje se, že 80% obyvatel Sikhské říše tvořili muslimové.